# Esvaziamento de gás

Diagrama mostrando as fontes geológicas de gases de hidrocarbonetos alcano que acompanham a extração de carvão e petróleo bruto, ou que são elas próprias o alvo da extração.

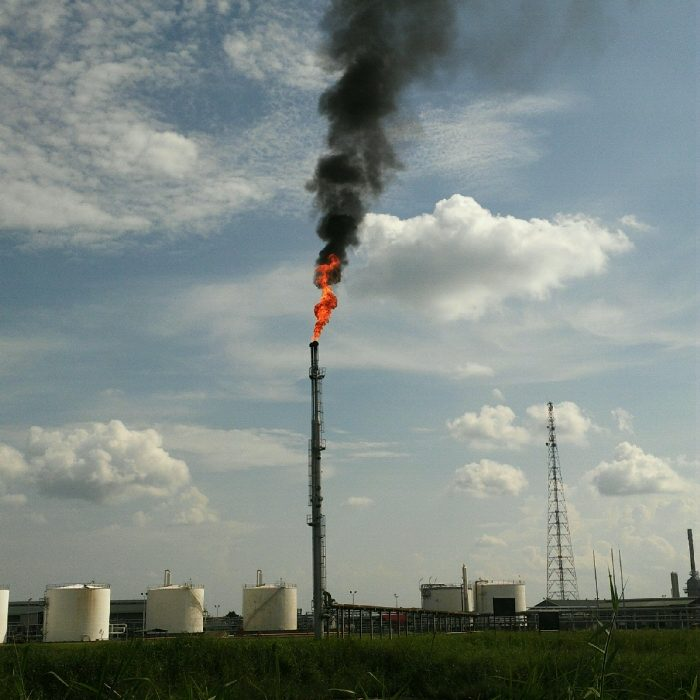
Queima incompleta de gás que também gera excesso de carbono negro.

Ventilação de gás, mais especificamente conhecida como ventilação de gás natural ou ventilação de metano, é a liberação intencional e controlada de gases contendo hidrocarbonetos alcano — predominantemente metano — na atmosfera da Terra.
Esse método é amplamente utilizado para descartar gases indesejados gerados durante a extração de carvão e petróleo bruto.
Esses gases podem não ter valor quando não são recicláveis no processo de produção, não possuem uma rota de exportação para mercados consumidores ou estão em excesso para a demanda a curto prazo.
Mesmo quando os gases têm valor para o produtor, quantidades significativas podem ser ventiladas a partir do equipamento usado para coleta, transporte e distribuição de gás.
A ventilação de gás contribui fortemente para as mudanças climáticas.
Ainda assim, muitos casos individuais são suficientemente pequenos e dispersos para serem considerados "seguros" em termos de riscos imediatos à saúde.
Liberações grandes e concentradas geralmente são mitigadas com queima de gás [en] para produzir o relativamente menos nocivo dióxido de carbono.
A ventilação e a queima de gás realizadas como práticas rotineiras são particularmente desperdiçadoras e podem ser eliminadas em muitas operações industriais modernas, onde existem alternativas de baixo custo para aproveitar o gás.
A ventilação de gás não deve ser confundida com outros tipos semelhantes de liberação de gás, como:
- Alívio de pressão de emergência, usado como último recurso para evitar danos ao equipamento e proteger vidas, ou
- Emissões fugitivas de gás [en], que são vazamentos de gás não intencionais em operações de carvão, petróleo e gás, como os provenientes de poços órfãos [en].

Também não deve ser confundida com a "exsudação de gás" da terra ou dos oceanos, seja ela natural ou resultante de atividades humanas.

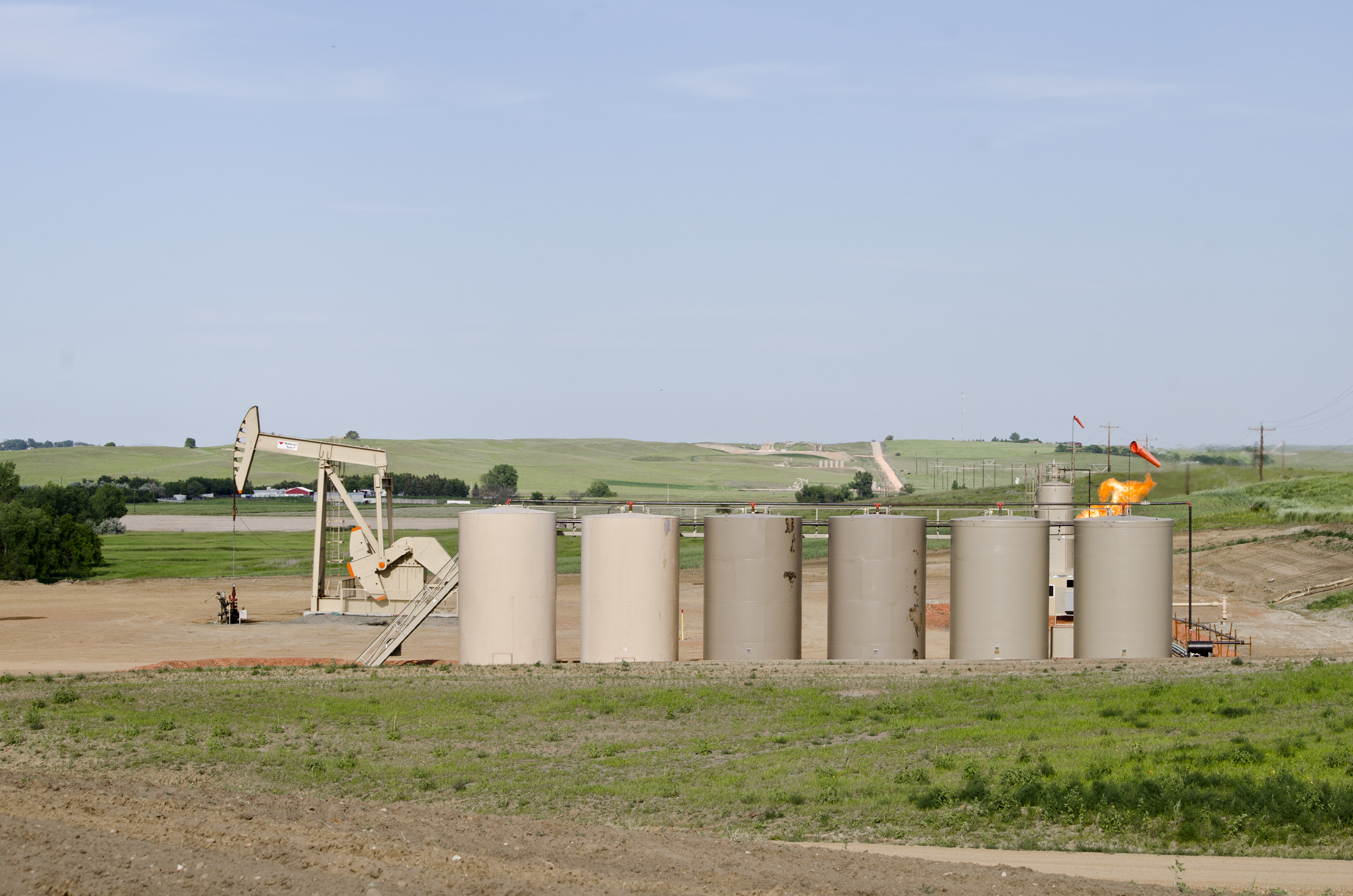
Extração e armazenamento de petróleo com queima do gás associado em um local rural.

## Prática em campos petrolíferos relacionada a gás indesejado

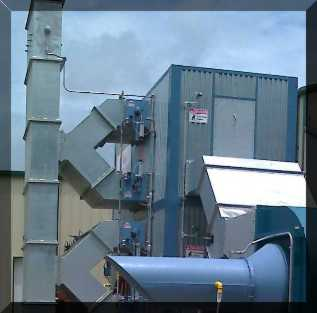
Um en.

A extração de petróleo de poços de petróleo, onde a obtenção de petróleo bruto é o principal e, por vezes, único objetivo financeiro, geralmente vem acompanhada da extração de quantidades consideráveis de gás de petróleo associado [en] (uma forma bruta de gás natural).
Estatísticas globais de 2012 mostram que a maioria (58%) desse gás foi reinjetada [en] para armazenamento e para manter a pressão do poço, 27% foi enviada a mercados de consumo, e os 15% restantes foram ventilados ou queimados [en] próximos ao local do poço.
Cerca de 100 milhões de toneladas do gás associado ventilado foram queimadas em flares em todo o mundo, equivalendo a aproximadamente 3-4% de todo o gás produzido por poços de petróleo e gás.
O gás queimado gerou quase 350 milhões de toneladas de equivalentes de CO2 em emissões de gases de efeito estufa, contribuindo com cerca de 1% das 33 bilhões de toneladas de dióxido de carbono (CO2) liberadas pela queima de todos os combustíveis fósseis.
Sistemas de Recuperação de Gás de Queima (FGRS) estão sendo cada vez mais utilizados como uma alternativa economicamente mais vantajosa à queima.:50–52
Idealmente, todo o gás indesejado seria ao menos mitigado em flares, mas isso não ocorre na prática. Por exemplo, os volumes ventilados de poços individuais podem ser muito pequenos e intermitentes, além de apresentarem dificuldades adicionais (como altas concentrações de contaminantes), o que torna a queima técnica e economicamente desafiadora.
Além disso, o gás continua a efervescer do petróleo bruto por algum tempo após ser transferido para tanques de armazenamento no local do poço ou transportado para outros locais. Esse gás pode ser direcionado a uma pilha de queima, utilizado ou projetado para escapar sem mitigação por meio de aberturas ou reguladores de pressão.
Estimativas globais da Agência Internacional de Energia (IEA) em 2019 indicam que cerca de 32 milhões de toneladas de metano foram ventiladas sem mitigação em todas as extrações de petróleo, incluindo petróleo convencional em terra, petróleo offshore [en], petróleo não convencional [en] e atividades a jusante [en].
Ao incluir as quantidades liberadas por queimas incompletas e emissões fugitivas, o total estimado chega a cerca de 37 milhões de toneladas.

Matthew Johnson, do Laboratório de Pesquisa em Energia e Emissões (EER) da Universidade Carleton em Ottawa, Ontário, Canadá, declarou em uma entrevista em dezembro de 2023 que — ao contrário do que se acredita comumente — a ventilação, especialmente em instalações de petróleo pesado projetadas para operações normais, é a principal fonte de emissões de metano na indústria de petróleo e gás. Johnson destaca a urgência de modernizar rapidamente os locais de petróleo e gás, considerando que os custos associados são razoáveis, conforme diversos estudos. O custo estimado para modernização de toda a indústria no Canadá é de 3,3 bilhões de dólares entre 2027 e 2040 para implementar requisitos de ventilação e queima. Johnson afirmou que, embora os combustíveis fósseis não sejam eliminados "da noite para o dia", "quando se trata de emissões de metano, temos uma solução e podemos implementá-la agora mesmo." Um relatório de 2023 do Laboratório de Pesquisa em Energia e Emissões aborda os desafios para atingir as metas de redução de metano de 2030 sob o Compromisso Global de Metano, devido a incertezas nos níveis de emissão das operações de petróleo e gás. A pesquisa, focada em Alberta, Canadá — a província canadense com a maior indústria de petróleo e gás —, apresenta um inventário de metano para 2021 que supera o inventário federal oficial em 1,5 vez. O estudo destaca que quase dois terços das emissões — principalmente de tanques descontrolados, pneumáticos e flares não acesos — resultam da ventilação de gás, indicando amplas oportunidades para mitigação. Notavelmente, as intensidades de metano em Alberta são quatro vezes maiores do que na vizinha Colúmbia Britânica, evidenciando a necessidade de monitoramento e relatórios independentes para garantir o sucesso das iniciativas de redução de emissões.

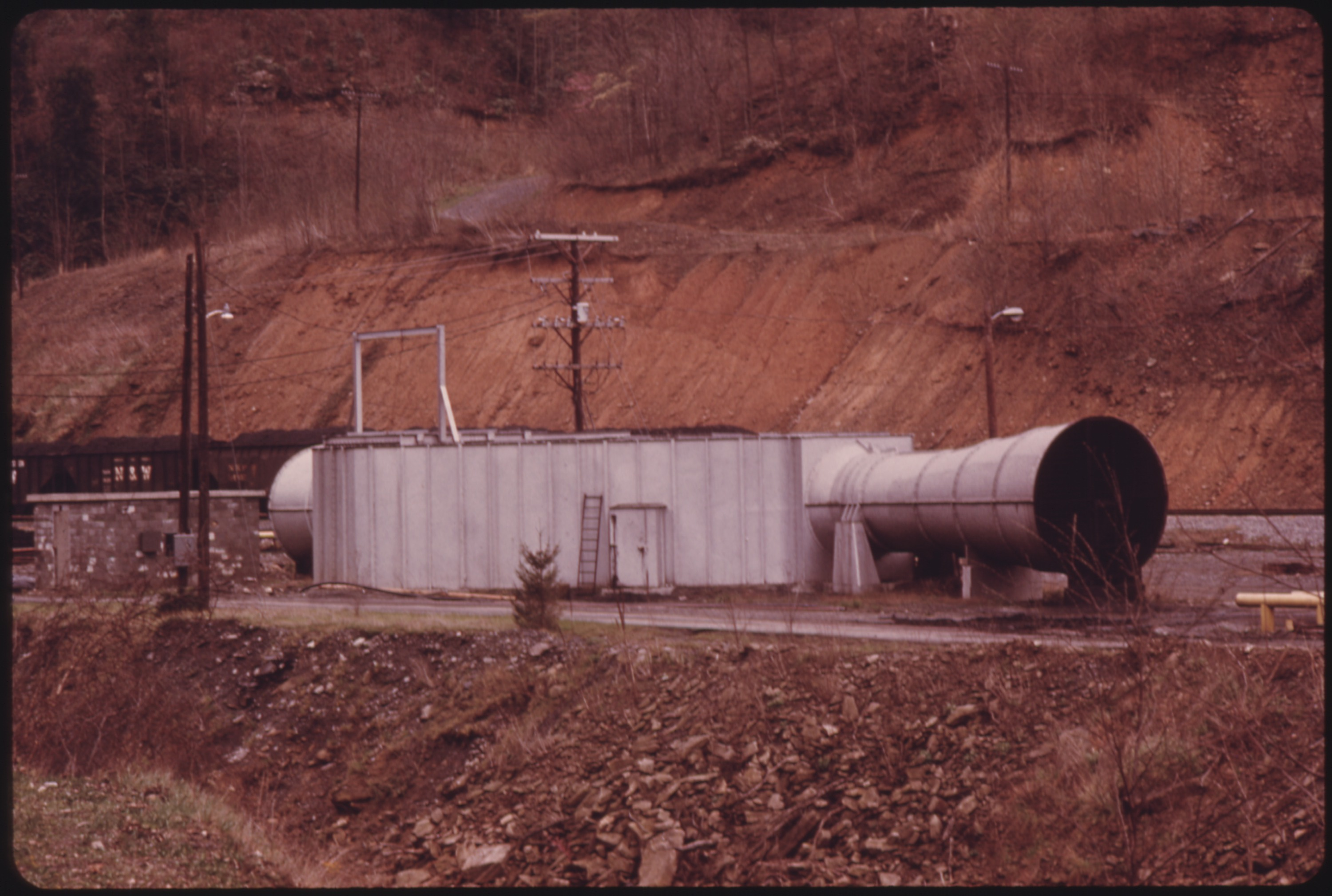
Um grande ventilador fornecendo ar fresco para um poço de ventilação de mina. Metano e poeira de carvão são removidos pelo ar de exaustão.

## Atividades de mineração de carvão e metano de camadas de carvão
Quantidades significativas de gás rico em metano estão presas e adsorvidas em formações de carvão e são inevitavelmente dessorvidas [en] durante a mineração de carvão.
Em alguns casos de mineração subterrânea, uma formação é perfurada com furos [en] antes e/ou durante a extração, permitindo que os chamados gases grisou sejam ventilados como medida de segurança.
Durante o trabalho, o metano entra no sistema de ventilação de ar em concentrações de até 1% e é geralmente exaurido livremente pela abertura da mina.
Esse metano de ar de ventilação (VAM) é a maior fonte de metano de todas as minas de carvão operacionais e desativadas no mundo.
O metano também continua a ser liberado do carvão armazenado e de minas abandonadas.
A Agência de Proteção Ambiental dos EUA projeta que, até 2020, as emissões globais de metano de minas de carvão excederão 35 milhões de toneladas, ou 800 milhões de toneladas de emissões equivalentes a CO2, representando 9% de todas as emissões de metano globais. A China contribui com mais de 50% do total, seguida pelos Estados Unidos (10%), Rússia (7%), e depois Austrália, Ucrânia, Cazaquistão e Índia (3-4% cada). Até 2015, cerca de 200 minas em diversos países implementaram tecnologias para capturar aproximadamente 3 milhões de toneladas de metano, seja para uso econômico ou abatimento em flares ou oxidantes térmicos [en].
Afloramentos, veios ou formações próximas à superfície também são ocasionalmente perfurados com poços para extrair e capturar o metano, sendo então classificados como uma forma de gás não convencional [en].
Essa captura de metano de camadas de carvão pode reduzir o volume de exsudação natural de gás, ao mesmo tempo em que adiciona emissões de dióxido de carbono quando o combustível é utilizado em outro local.
Estimativas globais da IEA em 2019 sugerem que cerca de 40 milhões de toneladas de metano foram liberadas de atividades relacionadas à mineração de carvão, incluindo emissões ventiladas, fugitivas e de exsudação.

## Práticas de campos de gás e gasodutos

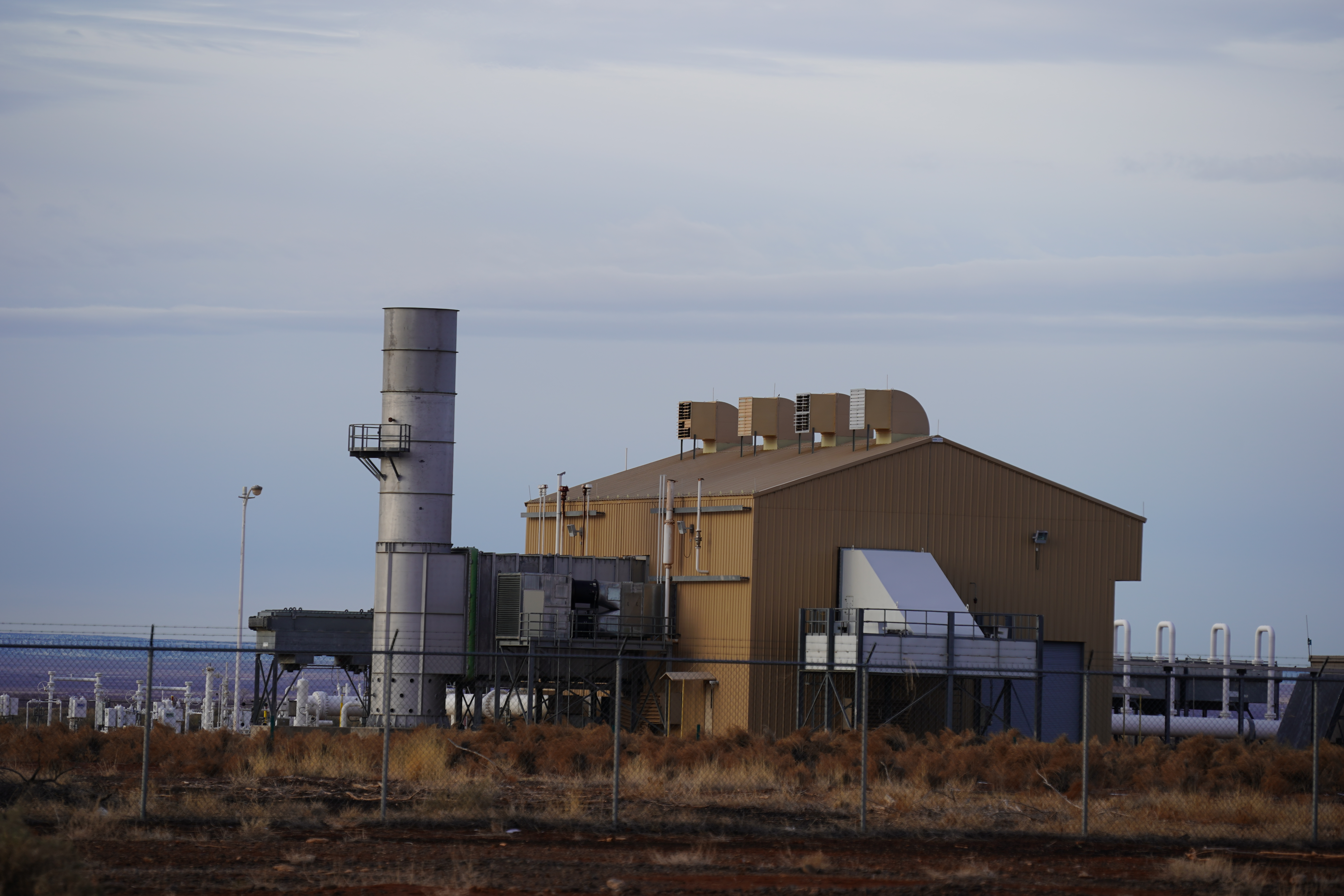
Uma estação compressora de gasoduto. Gás é ventilado por projeto das en de alguns equipamentos de compressor de gás.

Nos campos de gás, a obtenção de gás de petróleo não associado (ou seja, outra forma de gás natural bruto) é o objetivo financeiro principal, e pouco gás é considerado indesejado em comparação com o produzido em campos de petróleo ou minas de carvão.
A maior parte das emissões de ventilação ocorre durante o transporte por gasoduto para centros de distribuição e comércio, refinarias de gás e mercados consumidores.:6–8
O Departamento de Energia dos EUA relata que, em 2017, a maioria da ventilação nas operações da indústria de gás dos EUA ocorreu em estações compressoras [en] e em controladores e reguladores operados pneumaticamente [en].:7
Estratégias de manutenção aprimoradas e tecnologias avançadas de equipamentos já existem ou estão sendo desenvolvidas para reduzir essa ventilação.
Estimativas globais da IEA em 2019 indicam que cerca de 23 milhões de toneladas de metano foram ventiladas de todos os segmentos da indústria de gás, incluindo gás convencional em terra, gás offshore [en], gás não convencional [en] e atividades a jusante [en].
Ao incluir as emissões fugitivas, o total estimado é de cerca de 43 milhões de toneladas.

## Contexto histórico
Gases associados ao petróleo e à mineração de carvão eram às vezes vistos como problemáticos, perigosos e de baixo valor: um subproduto "gratuito" ligado à recuperação mais lucrativa de carvão ou hidrocarbonetos líquidos que precisava ser gerenciado. O crescimento dos mercados internacionais de gás, infraestrutura e cadeias de suprimento mudou significativamente essa percepção. Tornou-se prática padrão:
- Capturar e usar gás associado para fornecer energia local, e
- Reinjetar gás recomprimido para manter a pressão do reservatório de petróleo, realizar recuperação secundária e possibilitar a despressurização posterior do reservatório após a maximização da recuperação de líquidos, uma vez estabelecida a infraestrutura e o acesso ao mercado de exportação de gás.

Hoje, é financeiramente viável desenvolver até mesmo reservatórios de hidrocarbonetos relativamente pequenos contendo gás não associado (ou seja, com pouco ou nenhum petróleo) próximos a um mercado ou rota de exportação, bem como grandes acumulações remotas.
Recentemente, o gás fóssil foi promovido por alguns defensores da indústria e formuladores de políticas como um "combustível ponte" que poderia gerar menos desperdício e, assim, menos danos ambientais e perdas econômicas durante a transição de reservas finitas de combustíveis fósseis para fontes mais sustentáveis.
No entanto, os volumes reais de metano liberados ao longo da cadeia de suprimento têm um impacto de aquecimento climático a curto prazo que já rivaliza e pode superar o do uso de carvão e petróleo.

## Impacto ambiental

Forçamento radiativo de diferentes contribuintes para as mudanças climáticas em 2011, conforme relatado no quinto relatório de avaliação do IPCC.

A ventilação e outras liberações de hidrocarbonetos gasosos aumentaram constantemente ao longo da era industrial, acompanhando o rápido crescimento na produção e consumo de combustíveis fósseis.
A Agência Internacional de Energia estima que as emissões anuais totais de metano da indústria de petróleo e gás aumentaram de cerca de 63 para 82 milhões de toneladas entre 2000 e 2019, um aumento médio de aproximadamente 1,4% ao ano.
Globalmente, a IEA estima que a extração geológica de carvão, petróleo bruto e gás natural responde por 20% de todas as emissões de metano.
Outros pesquisadores encontraram evidências de que essa contribuição pode ser substancialmente maior, chegando a 30% ou mais.
A concentração atmosférica de metano [en] quase dobrou no último século e já é 2,5 vezes maior do que em qualquer momento nos últimos 800.000 anos.
O metano é um gás de aquecimento potente, apesar de sua menor abundância em comparação com o dióxido de carbono atmosférico. Ele é responsável por pelo menos um quarto, e possivelmente até um terço, das mudanças no forçamento radiativo que impulsionam o aquecimento climático a curto prazo.
Os componentes etano, propano e butano do gás natural têm tempos de vida atmosférica muito mais curtos (de cerca de 1 semana a 2 meses) em comparação com o metano (1-2 décadas) e o dióxido de carbono (1-2 séculos). Assim, eles não se misturam bem na atmosfera e têm abundâncias atmosféricas muito menores. Mesmo assim, sua oxidação acaba gerando compostos de carbono de vida mais longa que também perturbam a atmosfera e o ciclo do carbono planetário por meio de diversos caminhos complexos.